# Haworthia jeffreis
Haworthia jeffreis là một loài thực vật có hoa trong họ Măng tây. Loài này được M.Hayashi mô tả khoa học đầu tiên năm 2004.